# Saint Asonia
 (juillet 2015).
Saint Asonia est un supergroupe de rock, composé du chanteur et guitariste de Three Days Grace, Adam Gontier, du guitariste Mike Mushok (Staind), du bassiste Corey Lowery (Stereomud, Eye Empire) et de l'ancien batteur de Finger Eleven, Rich Beddoe.
Le groupe a sorti son premier single Better Place en mai 2015 et son premier album éponyme fin juillet.
Cet album, Saint Asonia, atteint la 29e place du Billboard 200,; deux singles de cet album, Better Place et Let Me Live My Life, sont classés au Top 10 des charts du rock aux États-Unis et au Canada.

## Histoire
Le groupe sort son premier teaser début mai 2015. Les spéculateurs supposent la composition du groupe : Adam Gontier, Mike Mushok, Rich Beddoe et Corey Lowery, cependant rien n'est confirmé jusqu'au 16 mai, lorsque sort leur premier single intitulé Better Place, annonçant Gontier comme le chanteur, Mushok comme le guitariste, Lowery comme le bassiste et Beddoe comme le batteur.>. Lorsqu'on l'interroge sur le titre du groupe, Gontier déclare qu'ils sont « ... plus comme des réfugiés qui viennent de frapper le tout de façon créative ». Mushok déclare qu'il était à la recherche d'un projet, tandis que son principal groupe Staind était sur le hiatus. 
Le groupe fait ses débuts en live au Rock on the Range (en) 2015 comme acte d'ouverture pour la scène principale le 16 mai, et a été facturé en tant qu'invité spécial[incompréhensible]. Avec leur premier single, le groupe joue d'autres chansons originales telles que Fairytale, Dying Slowly et Let Me Live My Life, mais aussi interprète des reprises de Three Days Grace, telles que I Hate Everything About You et Mudshovel de Staind. Le groupe sort son deuxième single, Blow Me Wide Open, le 29 juin.
Le 30 juillet 2015, leur premier album Saint Asonia est disponible aux États-Unis et au Canada, et sort définitivement le 31.
Le 6 juin 2017, le batteur Rich Beddoe annonce son départ du groupe via son compte Instagram.

## Style musical
Lorsque le groupe fait sa première représentation au Rock on the Range 2015, Metal Hammer décrit le groupe comme faisant du metal alternatif plein d'adrénaline.

## Membres du groupe

### Actuels
- Adam Gontier - chanteur, guitare rythmique
- Mike Mushok - guitare principale
- Sal Giancarelli - Batterie
- Cale Gontier - Basse, choeurs

### Anciens
- Corey Lowery - basse, chœurs
- Rich Beddoe - batterie